# アナパ国際空港
アナパ国際空港（ロシア語:  Международный аэропорт Анапа、英語: Anapa International Airport）は、ロシア・アナパにある空港。

## 概要
当空港は民間によって運営されているが、ロシア国防省も使用する共同飛行場でもある。
同空港からモスクワ（ウクライナ迂回）までの空路の長さは1350km、飛行時間は2時間である。
2016年3月には新ターミナルの建設に着手し、その後、国内線はすべて新ターミナルに、国際線は改修を終えた旧ターミナルに移動することになった。その後、2017年1月に大規模工事を完了。2017年7月12日、新ターミナルの落成式が行われた。プロジェクトは予定より11カ月早く完了した（26カ月を想定）。旧エアターミナル施設の面積は5,000平方メートル。新ターミナルは1万1,800平方メートルの面積を持ち、1時間当たり600人という1.5倍の乗客数を収容することが可能となった。当空港を運営するバーゼルアエロ社の投資額は約14億ルーブル（約1,000億円）。アナパ空港新ターミナル建設プロジェクトは、ロシア経済開発貿易省の投資プロジェクト支援プログラムに含まれており、同社の自己資金とズベルバンクからの借入金で実施されている。